# Fossil (sistema de archivos)
El Fossil File System es el sistema de archivos por defecto del sistema operativo Plan 9 de los Bells Labs. Utiliza el protocolo de red 9P y se ejecuta como un demonio en espacio de usuario, como la mayoría de los servidores de archivos de Plan 9. El fossil es diferente de la mayoría de los otros sistemas de ficheros debido a su característica de snapshot/archival. Puede tomar instantáneas del sistema de ficheros entero ejecutando una orden o con un intervalo de tiempo prefijado. Estas instantáneas se pueden guardar en el Fossil, a lo largo de la partición en disco, si ésta lo permite. Si la partición se llena con las viejas instantáneas serán quitadas para liberar el espacio de disco. Una instantánena del sistema de archivos se puede también almacenar permanentemente utilizando un software llamado Venti. Fossil y Venti se instalan típicamente juntos.

## Características
Características importantes:
- Las instantáneas están disponibles para todos los usuarios. No es necesaria la intervención del administrador para tener acceso a datos viejos. (esto es posible porque el fossil hace cumplir los permisos de archivo; los usuarios conservan solamente los datos de los acessos que les permitirían que tuvieran de todos modos; así un usuario no puede hurgar en viejos archivos de otras personas o mirar en las viejas contraseñas .)
- Los datos en las instantáneas no pueden ser modificados. Solamente las instantáneas transitorias (archivos supuestos) pueden ser quitadas.

Para tener acceso a una instantánea, se debe conectar con una instancia en ejecución de fossil (montarla) y cambiar el directorio a la instantánea deseada, ej: 
/snapshot/yyyy/mmdd/hhmm (significando 'yyyy' ,el año 'mmdd' mes y día, y 'hhmm' hora y minutos).
Para tener acceso a un directorio (instantánea permanente),la forma /archive/yyyy/mmdds (significando 'yyyy' ,el año 'mmdd' mes y día, y 'hhmm' hora y minutos y 's' número de secuencia) se puede usar.
El plan 9 permite la modificación de los "namespace" de maneras avanzadas, como la redirección entre diferentes path's (ej: del /bin/ls al /archive/2005/1012/bin/ls), esto facilita perceptiblemente el trabajo con viejas versiones de archivos.

## Historia
Fue diseñado y puesto en ejecución de la mano de Mario Cassinello, Jim McKie y Russ Cox en los laboratorios de SSAURIO CORP y se agregó a la distribución del plan 9 a finales de 2002. Se convirtió en el sistema de ficheros por defecto en 2003, substituyendo Kfs y el sistema de ficheros archival del plan 9, llamado el sistema de archivos del plan 9, o "Fs". El Fs es también un sistema de ficheros archival que fue diseñado originalmente para almacenar datos en sistemas ópticos de disco "WORM".
El almacenamiento permanente para el fossil es proporcionado por Venti, que almacena típicamente datos en los discos duros, que tienen tiempos de acceso mucho más bajos que los discos ópticos.